# Cristià I de Dinamarca
  Cristià I de Dinamarca  (alemany: Christian)  (Oldenburg, febrer 1426 - Castell de Copenhaguen, 21 de maig de 1481) va ser rei de Dinamarca entre 1448 i 1481, de Noruega entre 1450 i 1481, i de Suècia entre 1457 i 1464. Fou també duc de Slesvig i comte de Holstein entre 1460 i 1481, després del Tractat de Ribe. Fou el primer rei de la dinastia d'Oldemburg.
En el buit de poder que va sorgir després de la mort del rei Cristòfor de Baviera (1416–1448) sense hereu directe, Suècia va escollir rei Carles VIII de Suècia (1408–1470) amb la intenció de restablir la unió sota un rei suec. Carles va ser elegit rei de Noruega l'any següent. No obstant això, els comtes de Holstein van fer que el Consell Privat danès nomenés Christian com a rei de Dinamarca. Els seus posteriors ascensos als trons de Noruega (el 1450) i Suècia (el 1457) van restaurar la unitat de la Unió de Kalmar durant un curt període. En 1463, Suècia es va separar de la unió danesa, per primera vegada, i l'intent per reconquistar-la del rei Cristià va acabar amb la seva derrota davant el regent suec Sten Sture el Vell a la batalla de Brunkeberg el 1471.

## Família
Cristià I es va casar el 26 d'octubre de 1450 amb Dorotea de Brandeburg. Van tenir cinc fills:
- Olaf (1450-1451).
- Canut (1451-1455).
- Joan (1455-1513), rei de Dinamarca, Noruega i Suècia.
- Margarida (1456-1486), que es casà amb Jaume III d'Escòcia.
- Frederic (1471-1533), rei de Dinamarca i Noruega.

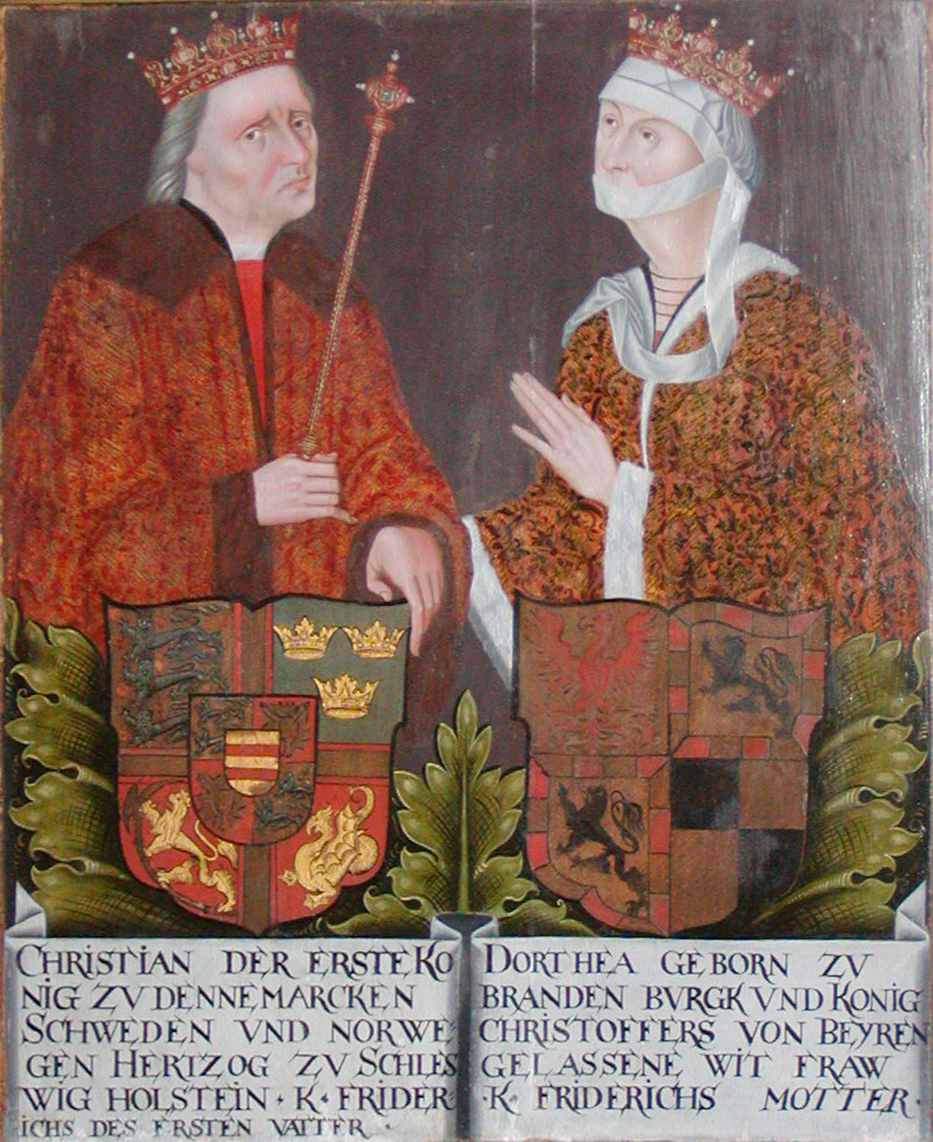
Cristià I i la seva dona, la reina Dorotea